# Castillon (Cantón de Tierras del Luys y Laderas de Vic-Bilh)
 Castillon o   Castillon-de-Lembeye es una población y comuna francesa, en la región de Aquitania, departamento de Pirineos Atlánticos, en el distrito de Pau y cantón de Tierras del Luys y Laderas de Vic-Bilh.

## Demografía
| 89 | 78 | 77 | 68 | 64 | 57 | 65 |
| Para los censos de 1962 a 1999 la población legal corresponde a la población sin duplicidades (Fuente: INSEE [Consultar]) |    |    |    |    |    |    |